# McCulloch J-2
Le McCulloch J-2 est un petit autogire biplace avec une cabine fermée construit par la McCulloch Aircraft Corporation (en). 